# Амаду-Махтар М'Боу
Амаду-Махтар М'Боу е сенегалски и международен политик. Работи за ЮНЕСКО от 1953 г., има 2 мандата като генерален директор (1974 – 1980; 1980 – 1987).

## Биография
Роден е през 1921 г. в Сенегал. Участва във Втората световна война като доброволец на страната на Франция. Завършва Сорбоната през 1951 г. и учителства в Сенегал. Ръководи началното образование в колонията от 1952 до 1957 г.
За кратко е министър на образованието и културата в колониален Сенегал (1957 – 1958). След обявяването на независимостта на страната (1960) е министър на образованието (1966 – 1968) и министър на културата (1968 – 1970).
Амаду-Махтар MBow почина на 24 септември 2024 г.

## Избрана библиография
- Enquête préliminaire sur le village de Gaya, et les villages de Sénoudébou et Dembakané, 1955-1956
- Le temps des peuples, 1982 (реч)
- De la concertation au consensus: l'UNESCO et la solidarité des nations, 1979
- Quel avenir pour l'Afrique ?, 1990 (доклад)
- колектив, La science et la technologie dans les pays en développement: pour une renaissance scientifique de l'Afrique, 1992 (материали от кръгла маса)
- Assises nationales. Sénégal, An 50. Bilan et perspectives de refondation, L'Harmattan, Paris, 2012, 298 p. ISBN 978-2-296-55643-0 (под редакцията на Амаду-Махтар М'Боу)